# 婁昭
婁 昭（ろう しょう、生没年不詳）は、中国の北魏末から東魏にかけての軍人・政治家。字は菩薩。本貫は代郡平城県。

## 経歴
鮮卑の婁内干の子として生まれた。高歓の妻の婁昭君（武明婁皇后）の同母弟にあたる。若い頃から高歓と親しく、重用された。
普泰元年（531年）6月、高歓が信都で起兵するのに従い、中軍大都督となった。10月、爾朱兆を広阿で撃破し、安喜県伯に封じられた。太昌元年（532年）9月、驃騎大将軍・儀同三司の位を受けた。済北公に進み、濮陽郡公に徙封され、領軍将軍に任じられた。北魏の孝武帝が高歓に対して異心を抱いていることを知ると、婁昭は病と称して晋陽に帰還した。高歓に従って洛陽に入り、兗州刺史の樊子鵠が叛くと、婁昭は東道大都督となって討伐にあたった。樊子鵠が死ぬと、諸将は婁昭に樊子鵠の残党を捕らえて処断することを勧めたが、婁昭は「その賊に怨みはあっても、その人に何の罪あらん」と言って捨て置いた。興和4年（542年）4月、大司馬に転じ、軍を領した。武定2年（544年）11月、司徒に転じ、定州刺史として出向した。婁昭は酒を好んで晩年は痛風に苦しみ、激務に耐えられず、州の事務は属僚に委ねて、行政の大枠を定めるのみだった。定州で死去した。仮黄鉞・太師・太尉の位を追贈され、諡を武といった。北斉が建てられた後、太原王に追封された。
子に婁仲達・婁定遠・婁季略がおり、長子の仲達が後を嗣いで濮陽王となった。

## 伝記資料
- 『北斉書』巻15 列伝第7
- 『北史』巻54 列伝第42